# The Project Hate MCMXCIX
A The Project Hate MCMXCIX egy svéd indusztriális death metal együttes. 1999-ben alakultak Svédországban. Lemezeiket a Massacre Records, Mouth of Belial, Stormvox Records, Season of Mist, Vic Records, Threeman Records kiadók jelentetik meg. Death metalt játszanak, indusztriális és elektronikus zenei elemekkel. Tagjai több különböző svéd zenekarban is szerepeltek (például Grave, Entombed, Coldworker stb.) Már 1998-ban megalakultak, és rögzítettek egy három dalból álló demót. Mivelhogy az együttes igazi aktivitása 1999-ben indult be, ezért általában 1999-et szokták megtenni megalakulásuk dátumának.

## Tagok
- Lord K Philipson - basszusgitár, gitár, billentyűk, vokál, programozás (1999-)

- Jörgen Sandström - ének (1999-)

- Ellinor Asp - női ének (2014-)

- Dirk Verbeuren - dobok (2014-)

- Lasse Johansson - gitárszólók (2014-)

## Diszkográfia
Stúdióalbumok
- Cybersonic Superchrist (2000)
- When We Are Done, Your Flesh Will Be Ours (2001)
- Hate, Dominate, Congregate, Eliminate (2003)
- Armageddon March Eternal - Symphonies of Slit Wrists (2005)
- In Hora Mortis Nostrae (2007)
- Deadmarch: Imitation of Blasphemy (2009)
- The Lustrate Process (2009)
- Bleeding the New Apocalypse (Cum Victriciis in Manibus Armis) (2011)
- The Cadaverous Retaliation Agenda (2013)
- There is No Earth I Will Leave Unscorched (2014)
- Of Chaos and Carnal Pleasures (2017)
- Death Ritual Covenant (2018)
- Purgatory (2020)
- Spewing Venom into the Eyes of Deities (2021)